# Greatest Hits (álbum de Eurythmics)
Greatest Hits es el primer álbum recopilatorio del dúo británico Eurythmics, publicado en 1991. El disco contiene los sencillos más exitosos del dúo entre 1982 y 1990. Hasta la fecha es el álbum más vendido de Eurythmics, obteniendo certificaciones multiplatino en el Reino Unido y en los Estados Unidos.

## Lista de canciones
| N.º | Título                                                      | Álbum                                     | Duración |  |
| 1.  | «Love Is a Stranger»                                        | Sweet Dreams (Are Made of This) (1983)    | 3:40     |  |
| 2.  | «Sweet Dreams (Are Made of This)»                           | Sweet Dreams (Are Made of This) (1983)    | 4:50     |  |
| 3.  | «Who's That Girl?»                                          | Touch (1983)                              | 3:44     |  |
| 4.  | «Right by Your Side»                                        | Touch (1983)                              | 3:49     |  |
| 5.  | «Here Comes the Rain Again»                                 | Touch (1983)                              | 4:54     |  |
| 6.  | «There Must Be an Angel (Playing with My Heart)»            | Be Yourself Tonight (1985)                | 4:41     |  |
| 7.  | «Sisters Are Doin' It for Themselves» (con Aretha Franklin) | Be Yourself Tonight (1985)                | 4:53     |  |
| 8.  | «It's Alright (Baby's Coming Back)»                         | Be Yourself Tonight (1985)                | 3:43     |  |
| 9.  | «When Tomorrow Comes»                                       | Revenge (1986)                            | 4:15     |  |
| 10. | «You Have Placed a Chill in My Heart»                       | Savage (1987)                             | 3:46     |  |
| 11. | «The Miracle of Love»                                       | Revenge (1986)                            | 4:35     |  |
| 12. | «Sexcrime»                                                  | 1984 (For The Love of Big Brother) (1984) | 3:52     |  |
| 13. | «Thorn in My Side»                                          | Revenge (1986)                            | 4:11     |  |
| 14. | «Don't Ask Me Why»                                          | We Too Are One (1989)                     | 4:13     |  |
| 15. | «Angel»                                                     | We Too Are One (1989)                     | 4:47     |  |
| 16. | «Would I Lie to You?»                                       | Be Yourself Tonight (1985)                | 4:22     |  |
| 17. | «Missionary Man»                                            | Revenge (1986)                            | 3:45     |  |
| 18. | «I Need a Man»                                              | Savage (1987)                             | 4:21     |  |